# Raimon de Tors de Marselha
Raimon de Tors de Marselha (fl....1257-1265...) fou un trobador occità. Se'n conserven sis sirventesos.

## Vida
No es tenen gaires dades sobre la vida d'aquest trobador i tampoc no se'n conserva cap vida que ens orienti sobre aquest tema. Els cançoners l'anomenen "de Tors de Marseilha", cosa que fa suposar que era originari de Marsella, del barri que s'anomenava "de les torres", per les torres que hi tenia el bisbe. El seu editor data els sirventesos entre 1257 i 1265; Raimon hi mostra admiració per Alfons X de Castella; pot ser que en visités la cort però no és segur. En els seus sirventesos ataca els falsos clergues i, respecte de la política del seu temps, mostra simpatia tant per Carles d'Anjou com per Enric de Castella.
El sirventès A totz maritz mand e dic no tracta de temes polítics o dels temes més habituals en aquestes composicions, sinó que explota la tradicional mania que es té per les sogres.

## Obra
- (410,1)[1] Amics Gauselm, si annatz en Toscana (sirventès; recomana a un tal Gaucelm, no identificat, de visitar Florència i buscar allà un tal Bernabó que li farà regals)
- (410,2) Ar es ben dretz (sirventès)
- (410,3) Ar es dretz q'ieu chan e parlle (sirventès)
- (410,4) A totz maritz mand e dic (meg-sirventès, contra les sogres)
- (410,5) De l'ergueilhos Berenger e de Rigaut (sirventès)
- (410,6) Per l'avinen pascor (sirventès)

### Edicions
- Amos Parducci, Raimon de Tors, trovatore marsigliese del secolo XIII, in: Studi Romanzi 7 (1911), pàg. 5-59

### Repertoris
- Alfred Pillet / Henry Carstens, Bibliographie der Troubadours von Dr. Alfred Pillet […] ergänzt, weitergeführt und herausgegeben von Dr. Henry Carstens. Halle : Niemeyer, 1933 [Raimon de Tors de Marselha és el número PC 140]